# Terezie Kasperová

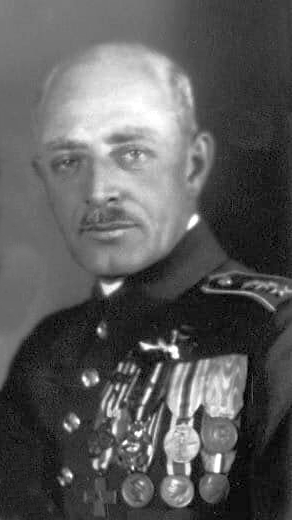
Její manžel Bohdan Kasper

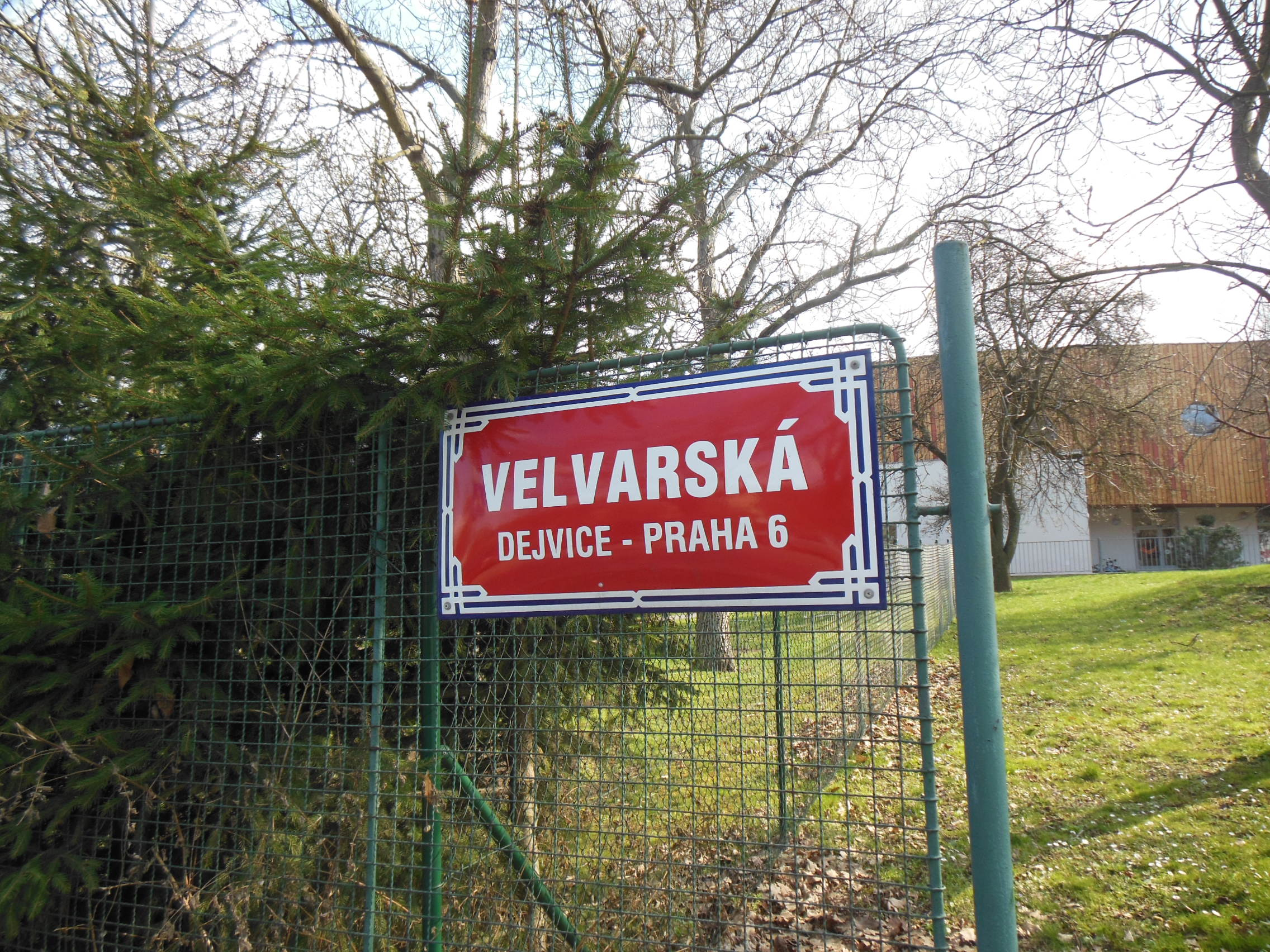
Velvarská ulice v pražských Dejvicích

Terezie Kasperová (rozená Freiová), někdy uváděna jako Tereza Kasprová nebo Terezie Kasperová–Freiová, (25. prosince 1900 Kutná Hora – 21. prosince 1978) byla druhou manželkou československého legionáře, prvorepublikového důstojníka generálního štábu a člena odbojové organizace Obrana národa podplukovníka Bohdana Kaspera. Po jeho zatčení v Praze (5. srpna 1941) a jeho popravě (1. října 1941) se zapojila do domácího protiněmeckého odboje. Ve svém bytě ve Velvarské ulici v pražských Dejvicích poskytla v posledním květnovém týdnu roku 1942 ilegální ubytování pro velitele paradesantního výsadku Out Distance nadporučíka Adolfa Opálku z výsadku Out Distance. S dcerou Alenou Kasperovou (později provdanou Bayerovou) druhou světovou válku bez úhony přežila.

## Život
Terezia Freiová se narodila 25. prosince 1900 v Kutné Hoře. Za svého manžela Bohdana Kaspera se provdala někdy krátce po březnu 1938, kdy Bohdan ovdověl. Sňatkem Tereza vyvdala pětiletou dceru z Bohdanova prvního manželství s Annou, která v březnu 1938 tragicky zahynula. Po manželově popravě v Ruzyňských kasárnách v Praze se spolu se svou přítelkyní Boženou Kropáčkovou, manželkou podplukovníka generálního štábu Václava Kropáčka, zapojila Terezie do domácího protiněmeckého odboje. Božena Kropáčková po zatčení svého manžela (14. prosince 1939) pokračovala v odbojové činnosti a prostřednictvím své kamarádky Slavomíry Čechové se stala spolupracovnicí parašutistů.     

### Úkryt u Kropáčkových
Na Boženu Kropáčkovou se na přelomu dubna 1942 a května 1942 obrátila její kamarádka a bývalá úřednice Sokola Slavomíra Čechová s žádostí o zajištění ilegálního ubytování pro parašutistu. Slávka Čechová spolupracovala s Janem Zelenkou-Hajským a pro četaře Jana Hrubého, příslušníka paravýsadku Bioscop, a jeho kolegu (ze stejného výsadku) četaře aspiranta Josefa Bublíka poskytla ubytování. Božena Kropáčková nejprve podporovala výsadkáře hlavně oblečením, ale když se dozvěděla, že Jan Zelenka-Hajský zajišťuje ubytování pro Adolfa Opálku, nabídla k dispozici svůj byt v Clausewitzově ulici v Dejvicích, kde bydlela s dětmi Hanou a Jiřím.
Následně Slavomíra Čechová přivedla 5. května 1942 do bytu ke Kropáčkovým velitele paravýsadku Out Distance nadporučíka Adolfa Opálku. První období pobytu Adolfa Opálky v bytě Boženy Kropáčkové trvalo od 5. do 12. května 1942. Třípokojový byt byl jako úkryt pro Adolfa Opálku poněkud nevhodný a proto ubytovatel parašutistů Jan Zelenka-Hajský posléze Boženu Kropáčkovou požádal, zda by mohla pro Adolfa Opálku nalézt jiný byt.

### Úkryt u Kasperových
Adolf Opálka se dne 25. května 1942 přestěhoval do Velvarské ulice 1630/75 v Praze Dejvicích do bytu Boženiny přítelkyně Terezie Kasperové, kde Terezie žila se svojí nevlastní osmiletou dcerou Alenkou. V tomto bytě Terezie Kasperové našel Adolf Opálka útočiště v podkrovní skrýši, do které vedla malá dvířka, ukrytá za pohovkou.
Do bytu Terezie Kasperové ve Velvarské ulici se Adolf Opálka vrátil i večer 27. května 1942 – v den atentátu na zastupujícího říšského protektora Reinharda Heydricha. V jednu chvíli sice Terezie a Adolf Opálka zvažovali možnost, aby Opálka odešel do bytu Tereziiny matky, ale nakonec tuto variantu zavrhli a Opálka se rozhodl zůstat skryt v bytě ve Velvarské ulici. V noci z 27. na 28. květen 1942 zde Adolf Opálka přečkal razii německé policie.
Dne 28. května 1942 ve čtyři hodiny ráno byl celý dům zburcován Němci, jejichž houfování před zamčenými vchodovými dveřmi domu (čekání na jejich otevření je pozdrželo) umožnilo Adolfu Opálkovi včas zmizet dvířky za gaučem do úkrytu v podkroví. Nestačil ovšem sebrat z místnosti všechny své věci: přes židli zůstala přehozena jeho kravata a na posteli pod polštářem zůstal zapomenut jeho browning. Zatímco si Němci bušením na dveře bytu vynucovali jejich otevření, Terezie browning i kravatu vzala a hodila je Opálkovi duchapřítomně do úkrytu, přirazila gauč ke zdi a teprve poté šla otevřít. Němci obrátili vše včetně postele vzhůru nohama. Nevšimli si ale ničeho podezřelého, a tak na chodbě zarazili další skupinu s tím, že byt je v pořádku. Opálka i jeho ubytovatelky tak razii úspěšně přečkali.
Z tohoto bytu se Adolf Opálka na vlastní žádost 30. května 1942 vrátil do bytu Kropáčkových a dále pak pokračoval do krypty pravoslavného chrámu svatého Cyrila a Metoděje v Resslově ulici.

### Po skončení druhé světové války
Božena Kropáčkova se svými dětmi (Jiřím a Hanou) přečkaly celou heydrichiádu bez sebemenšího podezření ze strany německých vyšetřovacích orgánů. Stejně se to podařilo i Slavomíře Čechové a Terezii Kasperové. Dne 5. listopadu 1945 ocenil náčelník Hlavního štábu generál Bohumil Boček Boženu Kropáčkovou, Terezii Kasperovou a Slavomíru Čechovou medailí Za statečnost (s odůvodněním: „za neohrožené poskytování úkrytu Adolfu Opálkovi“). Božena Kropáčková obdržela také československou medaili Za chrabrost před nepřítelem a v roce 1968 medaili ČSSR Za zásluhy o obranu vlasti.

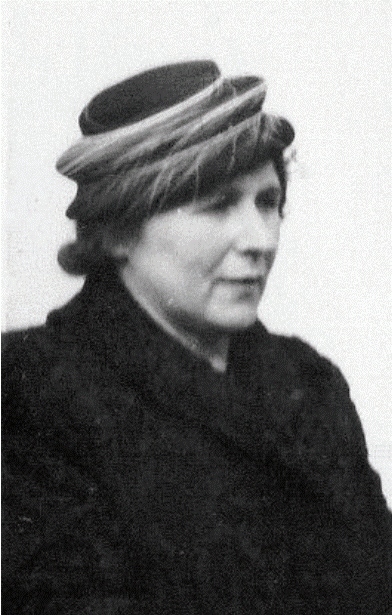
Spolupracovnice v odboji Božena Kropáčková
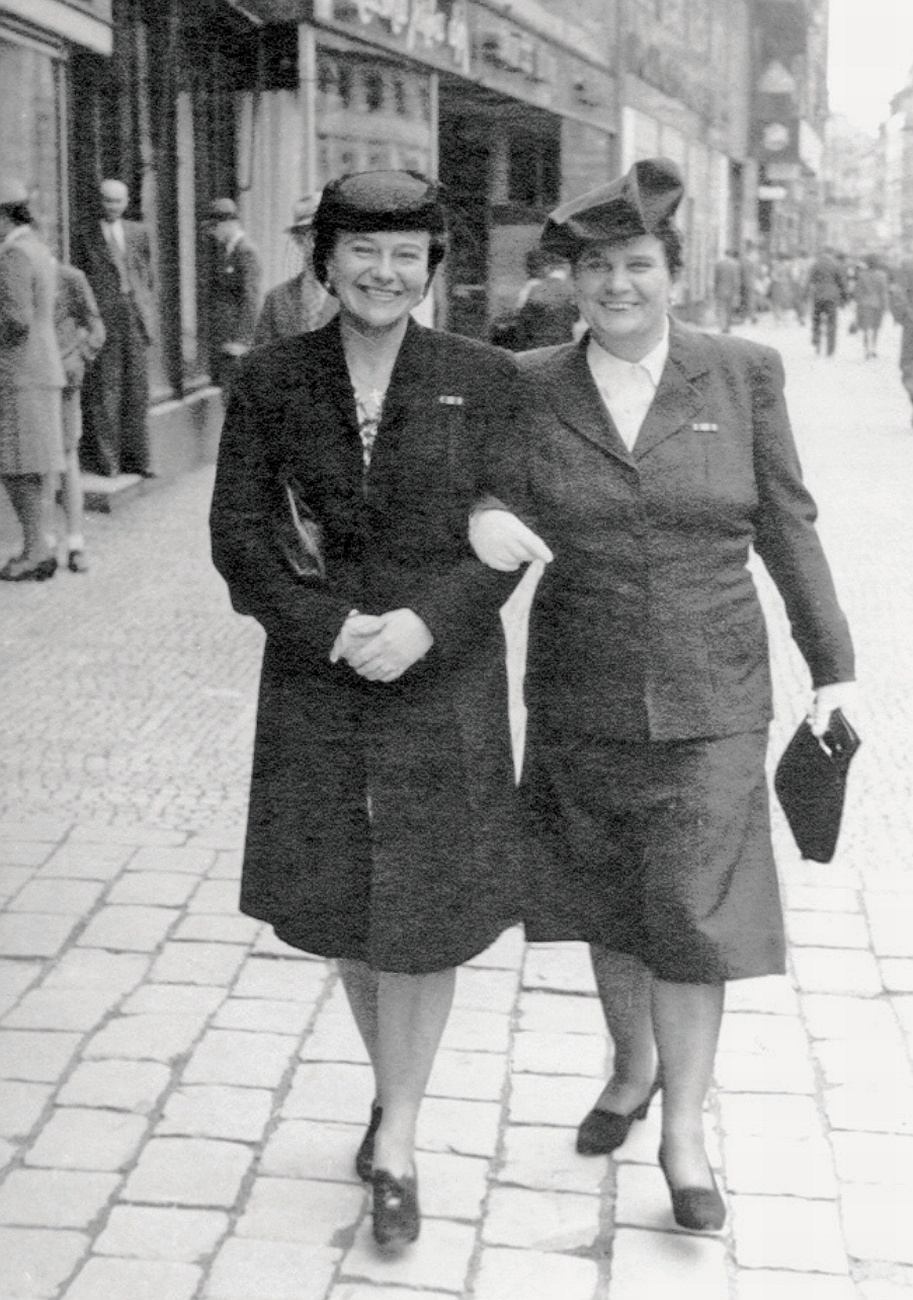
Terezie Kasperová (vlevo) a Slavomíra Čechová (vpravo)
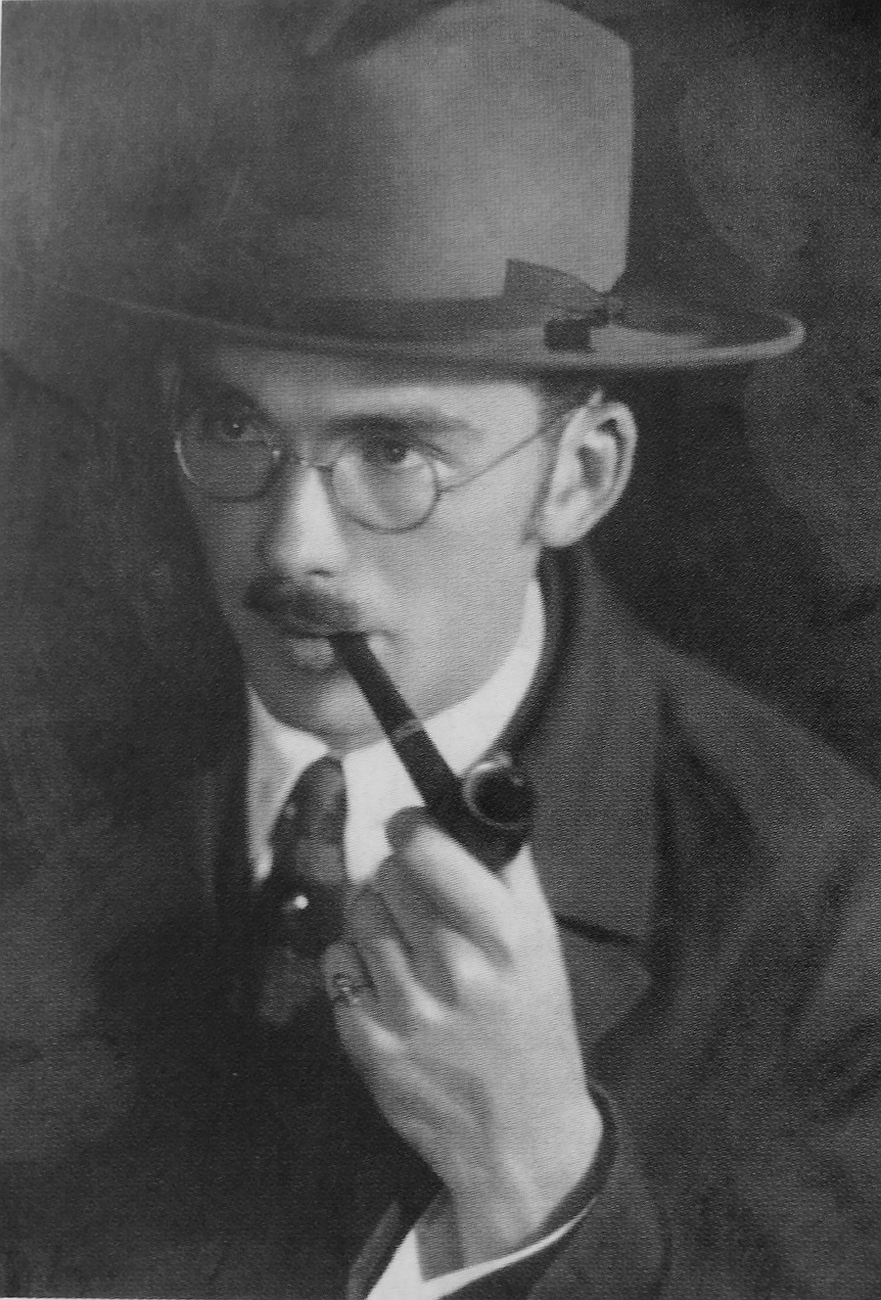
Ubytovatel parašutistů Jan Zelenka-Hajský
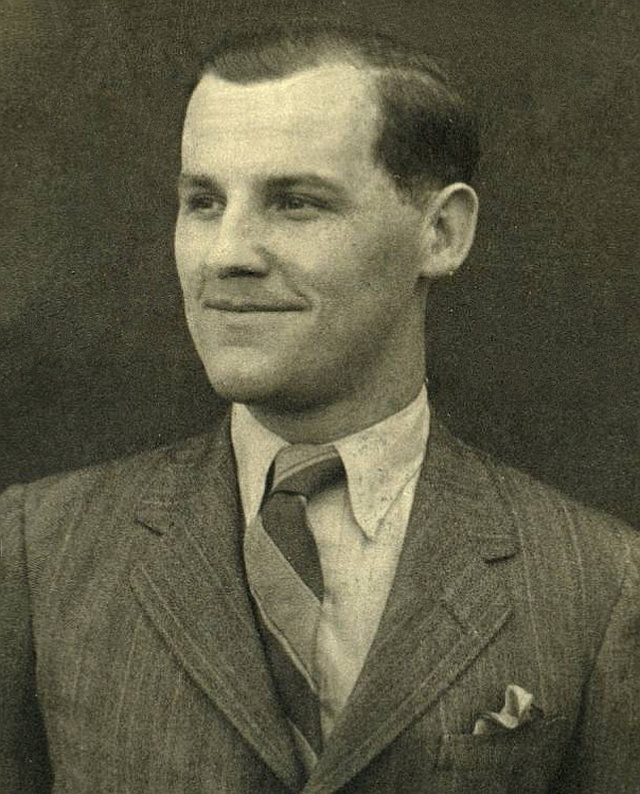
Velitel paraskupiny Out Distance Adolf Opálka

## Dovětek
Jeden z důvěrníků komunistické Státní bezpečnosti (StB) informoval svého řídícího důstojníka o tom, že v bydlišti bývalé sekretářky starosty Československé obce sokolské (ČOS) Slavomíry Čechové v Praze 5, Pecháčkově ulici číslo 3 proběhla dne 14. července 1967 jedna ze schůzek skupiny sestávající z asi pěti bývalých odbojářů – sokolů. Z obavy, zda se nejedná o schůzky komunistickému režimu nepřátelských osob bylo rozhodnuto o sledování (agenturním monitoringu) této skupiny. Dalším šetřením se zjistilo, že Slavomíra Čechová je přesvědčena o konfidentské (zrádcovské) úloze bývalého zakladatele a vedoucího radikální sokolské ilegální organizace Jindra Ladislava Vaňka (1906–1993). Cílem Slavomíry Čechové (a lidí soustředěných kolem ní) bylo přispět k veřejnému odhalení zrádné úlohy Ladislava Vaňka, který za protektorátu prozradil některé účastníky domácího protiněmeckého odboje gestapu a tím zavinil jejich věznění, zostřené výslechy a smrt. První takovouto schůzku bývalých ilegálních pracovníků svolala Slavomíra Čechová již v roce 1966, aby se domluvili na způsobu, jakým proti Vaňkovi vystoupit. Původní myšlenku zaslat různým institucím a redakcím dopis, v němž by upozornili na své podezření ohledně Vaňka nakonec odložili a dohodli se na primárním získání usvědčujících materiálů. Během shromažďování dalších informací (agenturní zpráva z 19. října 1967) zjistila Státní bezpečnost, že: „Účastníci této schůzky jsou všichni přesvědčeni, že profesor Vaněk (bývalý vedoucí ilegální skupiny Jindra) při výslechu na gestapu zradil a zavinil smrt členů své skupiny.“ Trnem v oku členům skupiny kolem Čechové bylo chování generála Ludvíka Svobody, který byl o podezření z Vaňkova zrádcovství informován (ale nic neučinil) a dále i fakt, že bylo Vaňkovi dovoleno vycestovat do Jugoslávie. V průběhu ledna 1968 se chtěla Čechová setkat (ve věci „Vaněk“) s tajemníkem Svazu protifašistických bojovníků Josefem Huškem, ale ten ji nepřijal. Jejím dalším záměrem bylo svolat schůzku přeživších členů bývalého sokolského odboje (odnože Jindra), připravit prohlášení o svém podezření, veřejně se od Ladislava Vaňka distancovat a toto prohlášení publikovat v tisku. Ladislav Vaněk vystupoval v centrále Státní bezpečnosti pod krycím označením „Horský“, jeho spolupráce s StB skončila v polovině 70. let 20. století (dne l3. ledna 1976 byl jeho agenturní svazek uložen do archivu). Přesto se ještě koncem 80. let 20. století Federální ministerstvo vnitra za Ladislava Vaňka postavilo (proti redaktoru a spisovateli Miroslavu Ivanovovi a to proti jeho snaze plně odhalit závadovou činnost Ladislava Vaňka během německé okupace).